# Dráma a levegőben
Jules Verne korai novellája, a Dráma a levegőben a Musée des familles olcsó, illusztrált folyóiratban jelent meg 1851 augusztusában. A folyóirat szerkesztője már régóta keresett olyan szerzőt, aki lenyűgözően ír földrajzról, történelemről, tudományról és technológiáról, de műve mégis közérthető, olvasmányos. Verne, a természetében rejlő tudományos szomjúságával, megfelelő jelöltnek bizonyult. A novella kicsit módosított változata a Le Docteur Ox kötetben jelent meg 1874-ben, számos más novellával (Doktor Ox teóriája, Telelés Grönlandban… ) együtt. Ezt a könyvet is Hetzel jelentette meg, Verne legfontosabb könyvkiadója.
A történet ihletője Edgar Allan Poe The Balloon-Hoax (1844) műve. A New York-i Sun napilapban jelent meg egy technikai részleteket is ismertető írás, amely arról szólt, hogy szelte át az Atlanti-óceánt Monck Mason egy hőlégballonnal. Pár napon belül kiderült, hogy az egész cikk hírlapi kacsa, pontosabban Poe művészi remeke.
Verne fontos írónak tartotta Poe-t, akinek írásait Charles Baudelaire fordításából ismerte meg. Az amerikai író lenyűgözte, annyira, hogy az egyetlen írott irodalmi tanulmányt szentelte neki, amely 1864 áprilisában jelent meg a Musée des familles-ben Edgard Poe és művei' címmel.
A novella egyértelműen az Öt hét léghajón regény előfutára.

## Tartalom
Egy bátor hőlégballonos felszállásra készül Frankfurt városban az 1850-es években. Ám a várt három prominens utas nem jelenik meg a felszálláskor, viszont az utolsó pillanatban egy potyautas ugrik be a kosárba. A potyautas a hőlégballonozás, a légi utazás szenvedélyes rajongója. A novellában szinte az összes léggömbös utazást megemlíti, miközben egyre magasabbra emelkednek. A regény elbeszélője egyre kiszolgáltatottabb helyzetben van, kéretlen útitársáról egyre inkább nyilvánvaló, hogy őrült. Közelgő viharzóna felé repülnek, az elbeszélő leszállna, de az utas inkább a viharfelhők fölé emelkedne, ezért levágja a kosarat, a két utas a léggömbre feszített hálóba kapaszkodik…
Mindketten földet érnek, az utas lezuhan több száz méter magasból, a kiszakadt léggömb a holland Harderwick faluban ér földet, ahol az elbeszélőt megmentik.

## Szereplők
A szereplők nincsenek nevesítve, a potyautas válasza a nevét tudni akaró ballonosnak:
- Nevezzen Erosztratosznak vagy Empedoklesznek, a hogy jobban tetszik.

## Magyar kiadások
A magyar fordítások rendre a Clovis Dardentor regénnyel egy kötetben jelentek meg. 
- Unikornis, Budapest, 2001, ISBN 9634273874[6]
- Tolnai Nyomdai Műintézet és Kiadóvállalat R.-T., Budapest, fordította: Mikes Lajos, Sávoly X. Ferenc, illusztrálta: Geiger Richard[6]
- "Magyar Kereskedelmi Közlöny" Hírlap és Könyvkiadó Vállalat, Budapest, fordította: Sávoly X. Ferenc, illusztrálta: Geiger Richard[6]

## Filmes adaptációk
- 1904. augusztus 27-én a tízperces némafilm, az Un drame dans les airs premierje volt Franciaországban. Gaston Velle (1872-1948) rendezte, a forgatókönyvet Z. Rollini írta.[7][8]